# Peucedanum lancifolium
Peucedanum lancifolium es una especie de planta herbácea  perteneciente a la familia Apiaceae. 

## Descripción
Es una planta perenne. Con tallos de hasta 120 cm de altura, estriados, huecos. Hojas basales 2-pinnatisectas, con lóbulos terminales lineares, enteros; las caulinares pinnatisectas o reducidas a un limbo de hasta 90 x 3 mm. Las inflorescencias en umbelas con 7-11 radios puberulentos y 2-7 brácteas lineares, reflejas, caducas. Umbelas de segundo orden con -4-7 bracteolas. Sépalos de hasta 0,2 mm. Frutos de 4-5 (-6) x 3-4,3 mm, con alas de 0,6-0,7 mm. Tiene un número de cromosomas de 2n = 22. Florece de septiembre a octubre, fructifica en noviembre.

## Distribución y hábitat
Se encuentra en turberas, pastizales húmedos y ripisilvas, en suelos ácidos; a una altitud de 0-1000 metros en el oeste de la península ibérica, W de Francia.

## Taxonomía
Peucedanum lancifolium fue descrita por   Johan Martin Christian Lange y publicado en Videnskabelige Meddelelser fra Dansk Naturhistorisk Forening i Kjøbenhavn 1865: 39. 1865.
Sinonimia
- Calestania lancifolia Koso-Pol.
- Laserpitium peucedanoides Brot.
- Selinum peucedanoides Brot.
- Siler lancifolium Hoffmanns. & Link
- Peucedanum uliginosum (Link) Samp.
- Selinum uliginosum Link
- Thysselinum lancifolium Hoffmanns. & Link ex Calest.[4]

## Nombre común
- Castellano: apio del huerto, hierba gitana, hierba imperial, imperial de Granada, parasol imperial, pelitre.[4]